# NGC 2886
NGC 2886 је четворострука звезда у сазвежђу Хидра која се налази на NGC листи објеката дубоког неба.
Деклинација објекта је - 21° 44' 18" а ректасцензија 9h 26m 38,7s. Привидна величина (магнитуда) објекта NGC 2886 износи 13,9.